# Dmitrij Voronkov
Dmitrij Sergejevitj Voronkov, ryska: Дмитрий Сергеевич Воронков, född 10 september 2000, är en rysk professionell ishockeyforward som är kontrakterad till Columbus Blue Jackets i National Hockey League (NHL) och spelar för Cleveland Monsters i American Hockey League (AHL).
Han har tidigare spelat för Ak Bars Kazan i Kontinental Hockey League (KHL); Jermak Angarsk och Bars Kazan i Vyssjaja chokkejnaja liga (VHL) samt Irbis Kazan i Molodjozjnaja chokkejnaja liga (MHL).
Voronkov draftades av Columbus Blue Jackets i fjärde rundan i 2019 års draft som 114:e spelare totalt.

## Statistik
| 2017–2018  | Jermak Angarsk        | VHL        | 14  | 0  | 0  | 0  | 6   | —  | —  | —  | —  | —  |
| 2018–2019  | Ak Bars Kazan         | KHL        | 3   | 0  | 0  | 0  | 0   | 1  | 0  | 0  | 0  | 0  |
|            | Bars Kazan            | VHL        | 50  | 7  | 7  | 14 | 49  | —  | —  | —  | —  | —  |
|            | Irbis Kazan           | MHL        | 3   | 1  | 1  | 2  | 33  | —  | —  | —  | —  | —  |
| 2019–2020  | Ak Bars Kazan         | KHL        | 34  | 5  | 7  | 12 | 29  | 4  | 1  | 1  | 2  | 0  |
| 2020–2021  | Ak Bars Kazan         | KHL        | 53  | 7  | 12 | 19 | 41  | 15 | 6  | 4  | 10 | 8  |
| 2021–2022  | Ak Bars Kazan         | KHL        | 38  | 7  | 5  | 12 | 36  | 6  | 0  | 1  | 1  | 6  |
| 2022–2023  | Ak Bars Kazan         | KHL        | 54  | 18 | 13 | 31 | 51  | 24 | 8  | 4  | 12 | 16 |
| 2023–2024  | Columbus Blue Jackets | NHL        | 1   | 0  | 1  | 1  | 9   | —  | —  | —  | —  | —  |
|            | Cleveland Monsters    | AHL        | 4   | 0  | 1  | 1  | 2   | —  | —  | —  | —  | —  |
| NHL totalt | NHL totalt            | NHL totalt | 1   | 0  | 1  | 1  | 9   | —  | —  | —  | —  | —  |
| KHL totalt | KHL totalt            | KHL totalt | 182 | 37 | 37 | 74 | 157 | 50 | 15 | 10 | 25 | 30 |
| VHL totalt | VHL totalt            | VHL totalt | 64  | 7  | 7  | 14 | 55  | —  | —  | —  | —  | —  |

### Internationellt
| Källa: Uppdaterad: 2023-10-27 | Källa: Uppdaterad: 2023-10-27 | Källa: Uppdaterad: 2023-10-27 |         | Utv = Utvisningsminuter | Utv = Utvisningsminuter | Utv = Utvisningsminuter | Utv = Utvisningsminuter | Utv = Utvisningsminuter |
| År                            | Lag                           | Mästerskap                    | Matcher | Mål                     | Assists                 | Poäng                   | Utv                     |                         |
| ----------------------------- | ----------------------------- | ----------------------------- | ------- | ----------------------- | ----------------------- | ----------------------- | ----------------------- | ----------------------- |
| 2020                          | Ryssland                      | JVM                           | 7       | 3                       | 4                       | 7                       | 16                      |                         |
| 2021                          | ROC                           | VM                            | 8       | 2                       | 4                       | 6                       | 2                       |                         |
| 2022                          | ROC                           | OS                            | 6       | 0                       | 1                       | 1                       | 29                      |                         |
| Junior totalt                 | Junior totalt                 | Junior totalt                 | 7       | 3                       | 4                       | 7                       | 16                      |                         |
| Senior totalt                 | Senior totalt                 | Senior totalt                 | 14      | 2                       | 5                       | 7                       | 31                      |                         |